# NGC 2232
NGC 2232 (również OCL 545) – trójkątna gromada otwarta znajdująca się w gwiazdozbiorze Jednorożca. Odkrył ją 16 października 1784 roku William Herschel. Gromada, która zajmuje na niebie tyle miejsca, ile Księżyc w pełni, jest położona w odległości około 1200 lat świetlnych od Słońca. Rozproszona gromada 20. gwiazd widoczna przez lornetkę. W jej składzie znajduje się niebieskobiała gwiazda 10 Mon o jasności obserwowanej 5,1m.